# پوخلوویتسه
پوخلوویتسه (به لاتین: Puchlovice) یک منطقهٔ مسکونی در جمهوری چک است که در ناحیه هرادتس کرالووه واقع شده‌است. پوخلوویتسه ۱۳۳ نفر جمعیت دارد.